# Fanagalo
Fanakalo o fanagalo  es un idioma que es una forma simplificada de zulú, compuesta principalmente de zulú, inglés y afrikáans. Se enseñaba en las minas de Sudáfrica en el siglo XX, para permitir la comunicación entre hablantes de lenguas africanas y hablantes de lenguas europeas. Se trata de una lingua franca del día a día en el lugar de trabajo de la industria minera. Se considera esencial en la industria minera, aunque según algunos observadores, su uso se limita cada vez más a la situación laboral en sí.
Fanakalo es una mezcla de inglés, afrikáans, zulú y xhosa. Su origen es desconocido. Es un idioma de contacto, que se desarrolló en la provincia costera de  KwaZulu-Natal en la década de 1900 como un medio para que los europeos se comunicaran con los hablantes de xhosa y zulú y más tarde para que los nativos se comunicaran con los empleadores ingleses y los hablantes de zulú.
Fanakalo ha sido  denigrado por los intelectuales como un lenguaje de opresión en lugar de cultura.
La connotación negativa del idioma se refiere fundamentalmente al racismo colonial y al discurso amo-esclavo, dada su asociación con la dominación, el fanatismo racial y el uso del lenguaje "impuro". Los propios hablantes de Fanakalo no lo asocian con la movilidad social y la alfabetización. Pero fomenta la unidad entre los mineros y una identidad de trabajo compartida.
El  fanagalo no es un idioma reconocido. Consta de un reducido vocabulario de alrededor de 2000 palabras con muchas obscenidades.